# Lithoscaptus
Lithoscaptus is een geslacht van krabben uit de familie Cryptochiridae.

## Soorten
- Lithoscaptus grandis (Takeda & Tamura, 1983)
- Lithoscaptus helleri (Fize & Serène, 1957)
- Lithoscaptus nami (Fize & Serène, 1957)
- Lithoscaptus pacificus (Edmondson, 1933)
- Lithoscaptus paradoxus A. Milne-Edwards, 1862
- Lithoscaptus pardalotus Kropp, 1995
- Lithoscaptus prionotus Kropp, 1994
- Lithoscaptus semperi Van der Meij, 2015
- Lithoscaptus tri (Fize & Serène, 1956)
- Lithoscaptus tuerkayi Van der Meij, 2017
- Lithoscaptus aquarius Van der Meij, 2023